# Suspicious Minds
Suspicious Minds är en låt som skrevs och först spelades in av Mark James 1968, men hans inspelning blev inte framgångsrik. Via producenten Chips Moman hamnade låten istället hos Elvis Presley som spelade in den i januari 1969. Den släpptes som singel i augusti samma år med "You'll Think of Me" som b-sida. Singeln blev mycket framgångsrik och det var sista gången som Presley toppade den amerikanska singellistan Billboard Hot 100. Texten handlar om en kärleksrelation som inte kan fortsätta om inte båda parter slutar att misstro varandra. En notabel detalj med inspelningen är dess fejkade fadeout. Studioinspelningen kom aldrig med på något album, men ett antal liveinspelningar av låten finns utgivna på flera livealbum från 1970-talet, som From Memphis to Vegas/From Vegas to Memphis, Elvis as Recorded at Madison Square Garden och Aloha from Hawaii: Via Satellite. Magasinet Rolling Stone rankade låten som #91 på sin lista The 500 Greatest Songs of All Time.
Låten har även spelats in av bland andra Candi Staton och Fine Young Cannibals.

## Listplaceringar
| Lista (1969-1970) | Topplacering          |
| ----------------- | --------------------- |
| Australien        | 1 (Go Set)            |
| Danmark           | 1 (DR "Top Ti")       |
| Finland           | 21                    |
| Flandern          | 1                     |
| Irland            | 2                     |
| Kanada            | 1 (RPM)               |
| Nederländerna     | 4                     |
| Norge             | 10 (VG-lista)         |
| Nya Zeeland       | 1 (NZ Listner)        |
| Spanien           | 5                     |
| Storbritannien    | 2                     |
| Sverige           | 4 (Kvällstoppen)      |
| Sverige           | 2 (Tio i topp)        |
| USA               | 1 (Billboard Hot 100) |
| Vallonien         | 4                     |
| Västtyskland      | 7                     |
| Österrike         | 13                    |